# Kim Yeo-jin
Kim Yeo-jin (Masan, Provincia de Gyeongsang del Sur; 24 de junio de 1972) es una actriz y activista surcoreana.

## Carrera
Debutó como actriz en la obra de teatro What Do Women Live For  en 1995, y desde entonces ha permanecido activa en el cine y la televisión, ganando alabanzas por sus papeles de reparto en Girls' Night Out (1998) del director Im Sang-soo,  Peppermint Candy (2000) de Lee Chang-dong, y Chi-hwa-seon (2002) de Im Kwon-taek.
Conocida por estar activamente en varias manifestaciones y grupos cívicos, atrayendo la atención del público a controversiales temas sociales y políticos, incluyendo esfuerzos para restablecer a los astilleros despedidos en Hanjin Heavy Industries, la petición de menores tasas de matrícula universitaria, y la oposición al Proyecto de los Cuatro Ríos más importantes.
A menudo expresa sus opiniones en el servicio de la red social Twitter, y ha sido llamada una de las celebridades más populares envueltas en temas sociales.
En marzo del 2020 se unió al elenco recurrente de la serie Welcome.

## Filmografía

### Series de televisión
| Año       | Título                                | Papel                              | Canal   | Notas | Ref.                 |
| --------- | ------------------------------------- | ---------------------------------- | ------- | ----- | -------------------- |
| 2000      | The More I Love You                   |                                    | MBC     |       |                      |
| 2000      | Secretary                             |                                    | KBS2    |       |                      |
| 2001      | Fox and Cotton Candy                  |                                    | MBC     |       |                      |
| 2002      | That Woman Catches People             |                                    | SBS     |       |                      |
| 2002      | I Love You, Hyun-jung                 |                                    | MBC     |       |                      |
| 2003      | Forever Love                          |                                    | MBC     |       |                      |
| 2003      | Good Person                           |                                    | MBC     |       |                      |
| 2003      | Dae Jang Geum                         |                                    | MBC     |       |                      |
| 2004      | A Second Proposal                     |                                    | KBS2    |       |                      |
| 2004      | Land                                  |                                    | SBS     |       |                      |
| 2005      | Smile of a Spring Day                 |                                    | MBC     |       |                      |
| 2005      | I Love You, My Enemy                  |                                    | SBS     |       |                      |
| 2005      | Shin Don                              |                                    | MBC     |       |                      |
| 2007      | Blue Fish                             |                                    | SBS     |       |                      |
| 2007      | Several Questions That Make Us Happy  |                                    | KBS2    |       |                      |
| 2007      | Yi San                                | Reina Jeongsun                     | MBC     |       | [ 15 ]               |
| 2008      | Worlds Within                         |                                    | KBS2    |       | [ 16 ]               |
| 2008      | Amnok River Flows                     |                                    | SBS     |       |                      |
| 2010      | Road No. 1                            |                                    | MBC     | Cameo |                      |
| 2010      | Drama Special "Red Candy"             |                                    | KBS2    |       |                      |
| 2011      | Can You Hear My Heart                 |                                    | MBC     |       |                      |
| 2014      | Angel Eyes                            | Yoo Jung Hwa                       | SBS     |       |                      |
| 2014      | Trot Lovers                           | Bang Ji Sook                       | KBS2    |       |                      |
| 2014      | Tears of Heaven                       | Pan Hye Jung                       | MBN     |       |                      |
| 2014      | Pride and Prejudice                   | Oh Do Jung                         | MBC     |       |                      |
| 2015      | Splendid Politics                     | Kim Gae Shi                        | MBC     |       |                      |
| 2015      | Cheer Up!                             | Park Sun Young                     | KBS2    |       |                      |
| 2016      | Love in the Moonlight                 |                                    | KBS2    |       |                      |
| 2016-2017 | Solomon's Perjury                     | Esposa del detective Go Sang-joong | JTBC    |       |                      |
| 2017      | Witch at Court                        | Min Ji Sook                        | KBS2    |       |                      |
| 2018      | Where Stars Land                      | Yoon Hye-won                       | KBS2    |       |                      |
| 2018      | Terius Behind Me                      | Shim Eun-ha                        | MBC     |       |                      |
| 2018-2019 | My Strange Hero                       | Lim Se-gyeong                      | SBS     |       |                      |
| 2019      | Rookie Historian Goo Hae-ryung        | Reina Viuda Yim                    | MBC     |       |                      |
| 2020      | Itaewon Class                         | Jo Jeong-min                       | JTBC    |       |                      |
| 2020      | Welcome                               | Sung Hyun-ja                       | KBS2    |       |                      |
| 2020      | Extracurricular                       | Oficial de policía Lee Hae-gyoung  | Netflix |       |                      |
| 2021      | Vincenzo                              | Choi Myung-hee                     | tvN     |       | [ 17 ] [ 18 ] [ 19 ] |
| 2023      | Una dosis diaria de sol               | Kwon Ju-yong                       | Netflix |       |                      |
| 2023-24   | The Story of Park's Marriage Contract | Lee Mi-dam                         | MBC     |       | [ 20 ]               |
| 2025      | El sinuoso camino del derecho         | Kwon Na-ryeon                      | JTBC    |       | [ 21 ] [ 22 ]        |

### Cine
- Girls' Night Out (1998)
- Illusion (short film, 1998)
- Peppermint Candy (2000)
- Chi-hwa-seon (2002)
- A Perfect Match (2002)
- The Uninvited (2003)
- A Good Lawyer's Wife (2003)
- My New Partner (2008)
- Closer to Heaven (2009)
- Wedding Dress (2010)
- Vegetarian (2010)
- Looking for My Wife (2010)
- Children... (2011)[23]
- Miracle  (2011)
- Jinsuk & Me (documentary, 2012)
- The Big Picture (documentary, 2013)
- Last Child (2018)
- Drive (2022) - como Det. Park Jung-sook[24]

## Teatro
- What Do Women Live For  (1995)
- Closer (2005)
- Love Letters (2010)
- Please Look After Mom (2010)
- The Vagina Monologues (2011-2012)[25]

## Libros
- 배운 녀자 (2011)
- 내가 걸은만큼 내 인생이다 (2011)
- Canción De Amor (2012)

## Premios
- 1998 19th Blue Dragon Film Awards: Mejor Actriz Nueva (Girls' Night Out)
- 1999 7th Chunsa Film Art Awards: Mejor Actriz Nueva (Girls' Night Out)
- 2000 37th Grand Bell Awards: Mejor Actriz de reparto (Peppermint Candy)
- 2002 3rd Busan Film Critics Awards: Mejor Actriz de reparto (Chi-hwa-seon)
- 2011 20th Buil Film Awards: Mejor Actriz de reparto (Children...)

### Nominaciones
- 2018 Seoul Awards: Mejor Actriz (Película) (Last Child)[26]